# 社会主义政治经济学
社会主义政治经济学的理论主要依据马克思的《资本论》，马克思在资本论中分析了早期资本主义政治经济学的不足，指出自由竟争经济必然要导致周期性经济危机，要解决这个问题只有走计划经济的路，但计划经济如何搞，马克思没有其实践，也无法具体指导。
苏联建立起第一个社会主义国家后，执行了全面执行计划经济的模式，所有的社会主义国家基本都遵循这个模式，苏联模式避免了周期性的经济危机，也使各社会主义国家在早期经济取得了较快的发展，但苏联模式的社会主义经济很快显示出商品短缺和人民生活水平提高不快的缺陷，并因此导致苏联解体。
70年代后，各社会主义国家开始进行改革，全部是引入市场经济、自由竟争因素，一律向右改。目前社会主义政治经济学理论和资本主义政治经济学理论正在互相借鉴、不断完善，有向同一方向靠拢的趋势。